# میکائیل
میکائیل یا میکائِل (انگلیسی: Michael؛ به عبری: מיכאל) که از او با نام‌های میکائیلِ قدیس، میکائیلِ فرشته و سنت میکائیل یاد می‌شود، فرشته‌ای است که در یهودیت، مسیحیت و اسلام از او نام برده شده است. اولین ذکرهای باقی مانده از نام او در آثار یهودی قرن سوم و دوم پیش از میلاد است. جایی که او فرمانده فرشتگان مقرب و دیگر فرشتگان است. در مکاشفه ۱۲: ۷–۱۲ به صراحت از او یاد شده است، جایی که او با شیطان می‌جنگد و شیطان را شکست می‌دهد.

## نام
گونه‌های مختلفی از تلفظ نام میکائیل در زبان‌های مختلف وجود دارد. از آن جمله می‌توان از میکائل، میشل، میخاییل، مایکل، میگل و میکال نام برد.

## جایگاه
میکائیل از فرشتگان مقرب خداوند است که در قرآن از او با نام «میکال» یاد شده است.
میکائیل در کنار جبرئیل، اسرافیل و عزرائیل، چهار فرشته مقرب درگاه الهی هستند که از آنها به عنوان فرشتگانی عالی‌رتبه نام برده می‌شود. در روایات از او پس از جبرئیل به عنوان دومین فرشته مقرب الهی یاد شده است.

## در اسلام
در اسلام نیز همانند دیگر ادیان ابراهیمی، میکاییل از مقام بالایی برخوردار است. نام او در سورهٔ بقره همراه با مقرب‌ترین فرشتهٔ خداوند جبرییل آمده است و دشمنی با او همانند دشمنی با خدا دانسته شده است.عده ای از مفسران اهل سنت و تعدادی از شیعیان، با استناد به روایات، او را فرشته رحمت دانسته‌اند. همچنین بر پایه برخی نوشته‌ها، لوح محفوظ، چهار رکن دارد و میکائیل مظهر رکن اراده در آن است. به‌علاوه این که میکائیل مظهر اسم «رب» و از حاملان عرش الهی است.

## نگارخانه

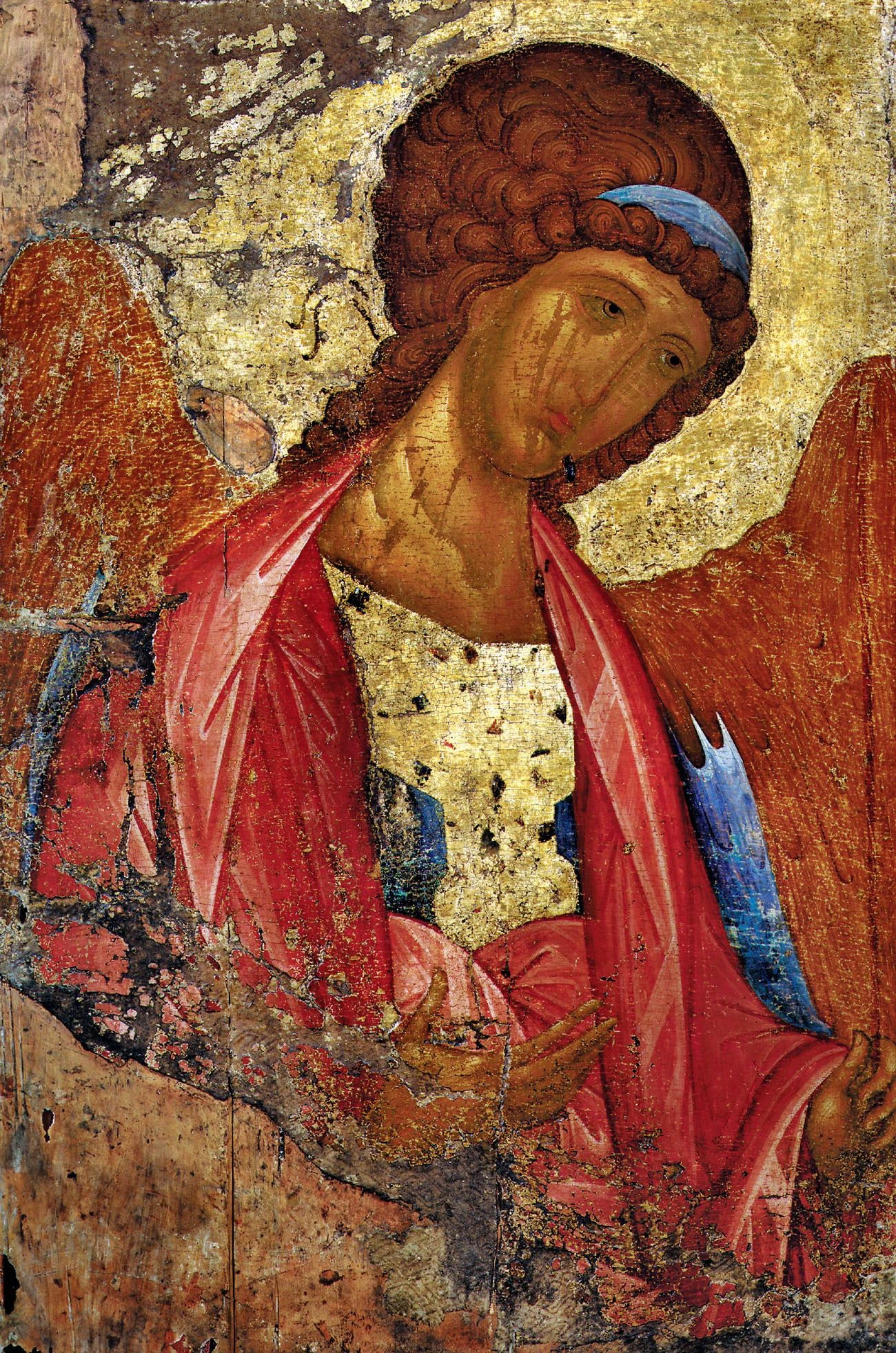
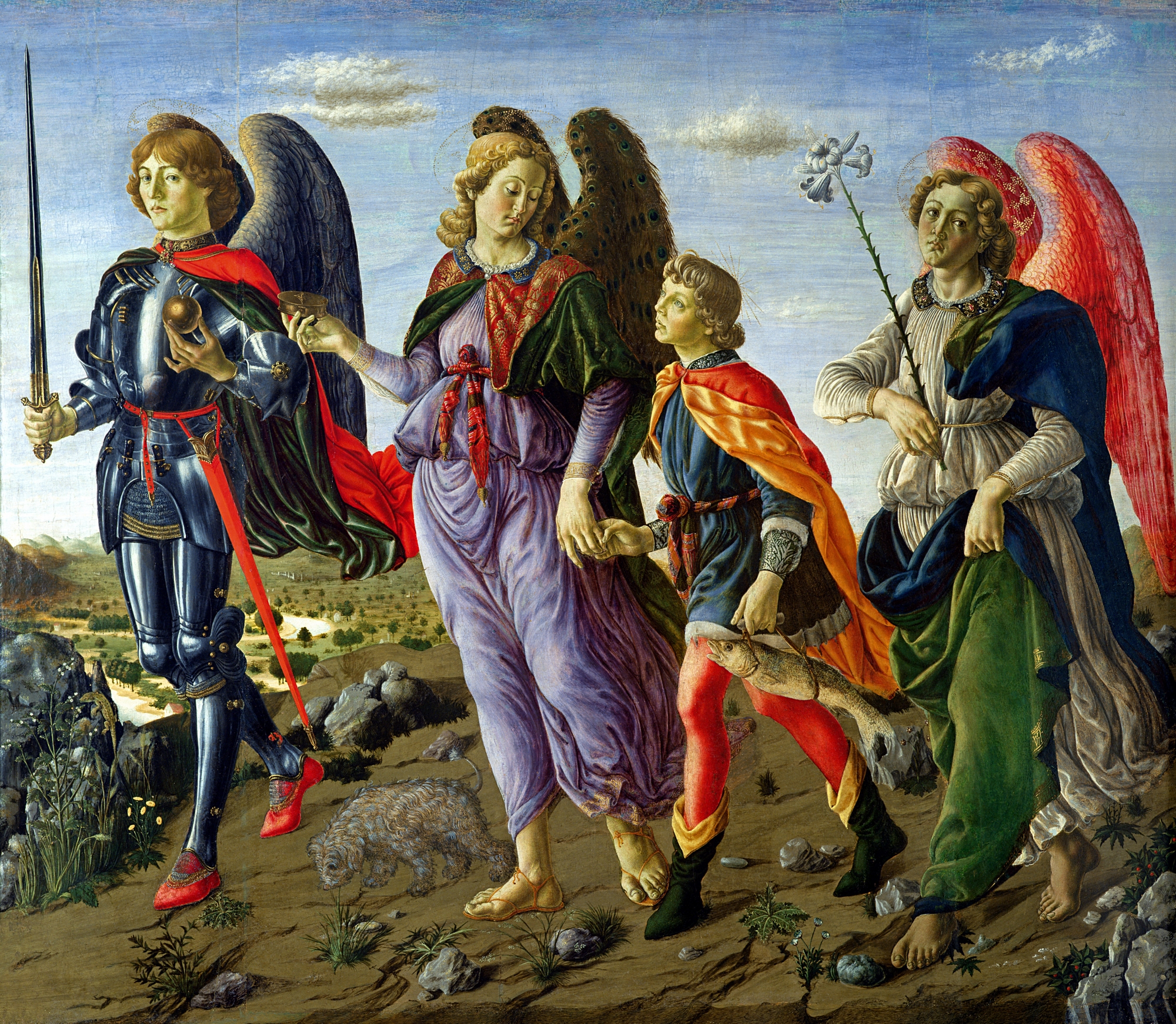
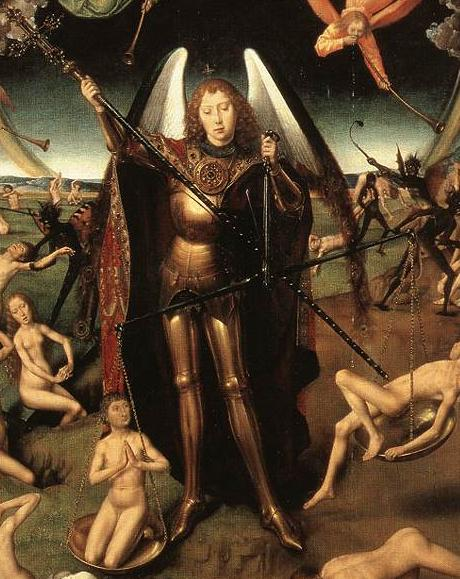
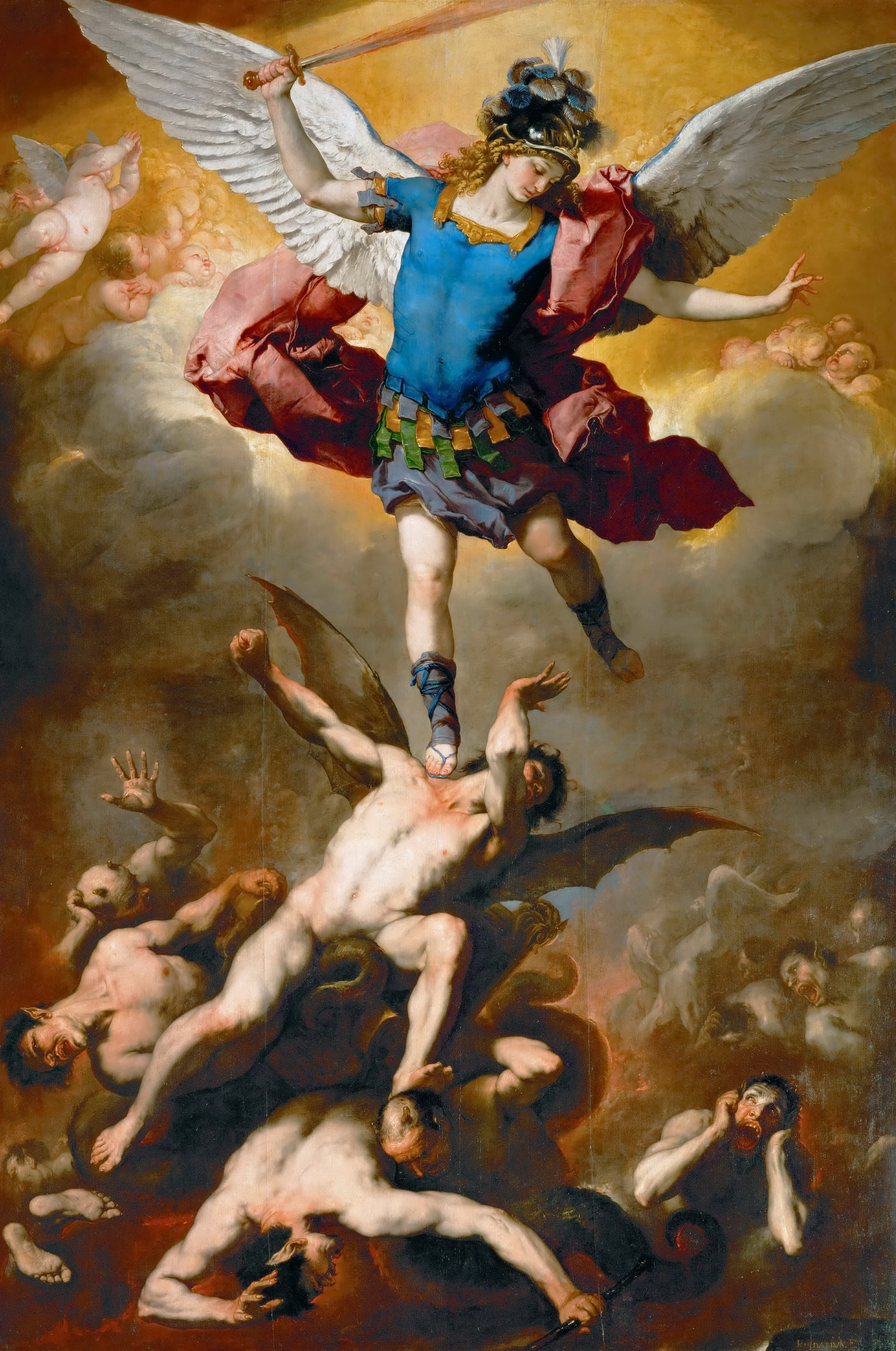
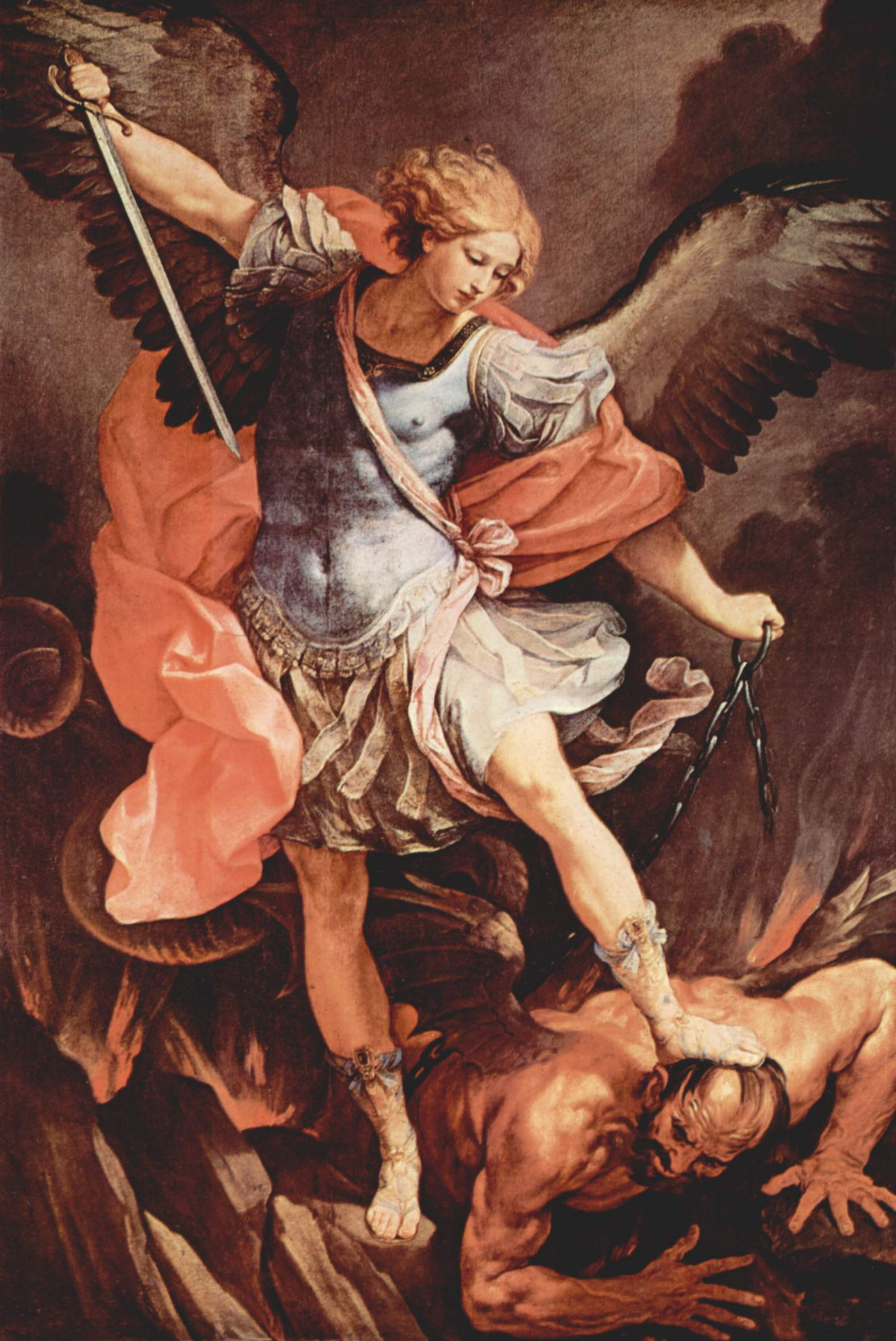
نقاشی میکائیل که شیطان را شکست داده است.